# 布佐埃什蒂鄉
44°35′N 24°55′E / 44.583°N 24.917°E
布佐埃什蒂鄉（羅馬尼亞語：Comuna Buzoești, Argeș），是羅馬尼亞的鄉份，位於該國中南部，由阿爾傑什縣負責管轄，面積160平方公里，海拔高度194米，2009年人口6,130，人口密度每平方公里38人。